# Luis Sacilotto

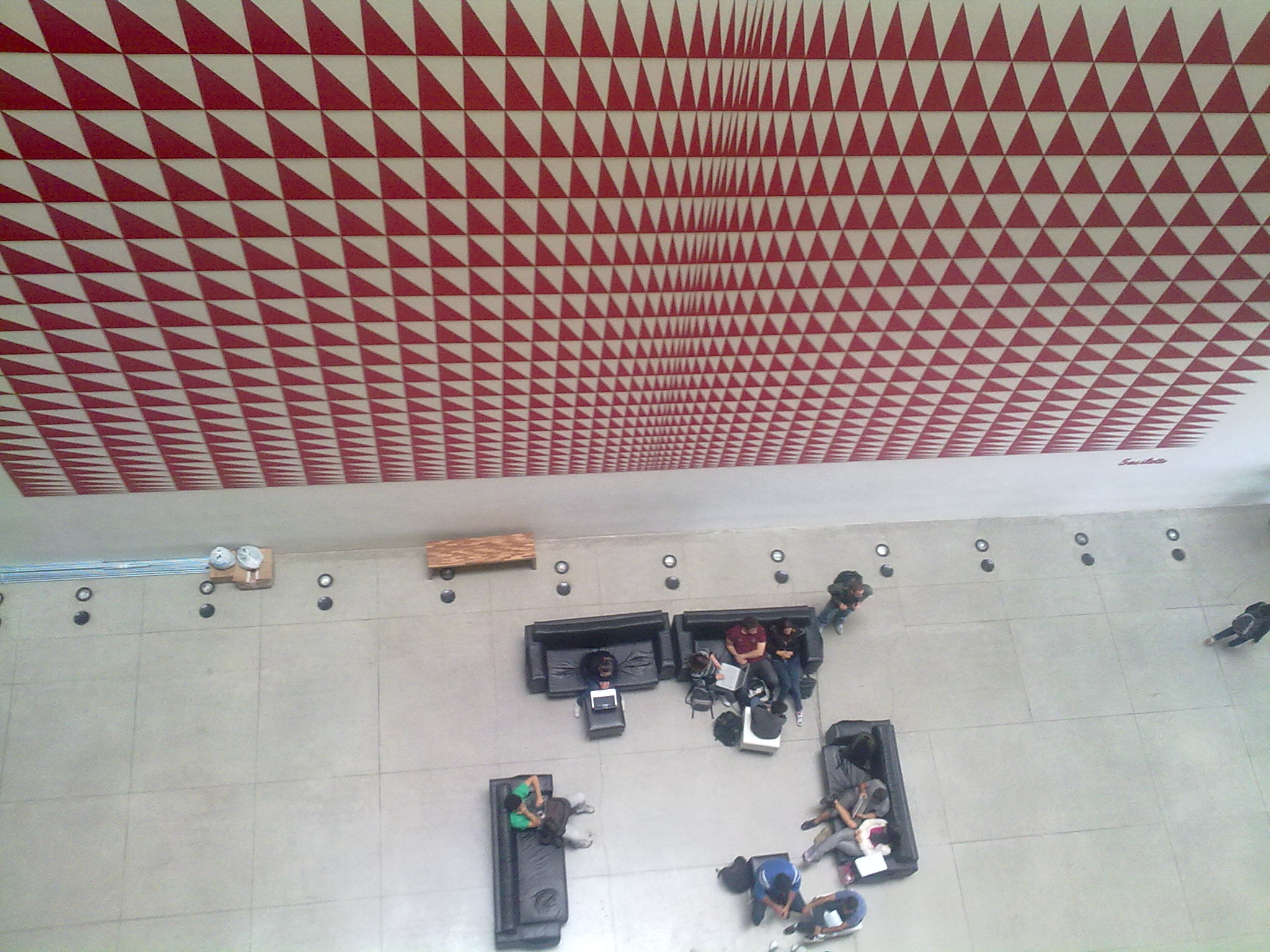
Teilansicht eines Werkes von Sacilotto von oben in der Vorhalle des Block B der Universidade Federal do ABC (UFABC) in Santo André

Luis Sacilotto (* 22. April 1924 in Santo André bei São Paulo; † 9. Februar 2003 in São Bernardo do Campo, Brasilien) war ein brasilianischer Maler und Bildhauer.

## Leben
Luiz Sacilotto wurde als Sohn der italienischen Einwanderer Antonio Sacilotto und Thereza Cancellier Sacilotto geboren. Sacilotto studierte von 1938 und 1943 Malerei an der Escola Profissional Masculina do Brás und machte sein Diplom (MA) an der Escuela Técnica Getúlio Vargas. Von 1944 und 1946 arbeitete er als Schriftzeichner bei Hollerith do Brasil und wechselte 1946 als Designer in das Architekturbüro Jakob Ruchti. Im gleichen Jahr nahm er erstmals an einer Ausstellung teil, die in der Galerie Prestes Maia in São Paulo stattfand. Hier lernte er seine Kollegen Waldemar Cordeiro (1925–1973) und Lothar Charoux (1912–1987) kennen, mit denen ihn eine langjährige Freundschaft verband.
Das Frühwerk des Künstlers war von kubistischen Formelementen und von der Malerei Piet Mondrians geprägt. Seit Beginn der 1950er-Jahre wurde Sacilottos Malerei beeinflusst von der Konkreten Kunst des Schweizer Malers, Bildhauers und Architekten Max Bill, der 1950 im Museo de Sao Paulo ausgestellt hatte. Die Ausstellung beeindruckte eine junge brasilianische Künstlergeneration, die sich von der abstrakten expressiven Malerei absetzen wollte, nachhaltig. 1952 unterschrieb Sacilotto mit seinen Kollegen Waldemar Cordeiro, Leopoldo Haar (1910–1954), Lothar Charoux und anderen ein Manifest, das zur Gründung der Grupo Ruptura in São Paulo führte. Die Gruppe prägte die Diskussion um die non-figurative Malerei in Brasilien und nahm entscheidenden Einfluss auf die Einführung der internationalen Konkreten Kunst in Brasilien.
Luis Sacilotto „… erkundete mit Malerei und Skulptur optische Phänomene oder das Verhältnis von Figur und Hintergrund, Fläche und Raum, Positiv und Negativ sowie die Entfaltung von Linie und Farbe […]“. In seiner 2007 im Aue-Pavillon auf der documenta 12 in Kassel gezeigten, kleinen Stahlskulptur Concreção 8750 (Escultura Negra) (1987) übertrug Sacilotto seine dynamischen Streifenbilder in die dritte Dimension. Die frei im Raum hängende geometrische Skulptur spielte „… optisch mit dem Verhältnis von realem zu gedachtem Raum […]. Fast scheint ein Rhythmus regelmäßiger Intervalle aus Farben und Linien zu entstehen …“. Der Rhythmus der Form wurde durch eine sich auf der Wand abzeichnende, bewegte Schattenbildung gesteigert.
Sacilotto galt als Pionier der Op-Art in seinem Land und war in bedeutenden Ausstellungen wie der Biennale von São Paulo und der Guggenheim-Schau „Brazil“ vertreten.

## Ausstellungen
- 2007: documenta 12, Kassel
- 2009: Dimensionen konstruktiver Kunst in Brasilien, Haus Konstruktiv, Zürich

## Werke in öffentlichen Sammlungen
- Museu de Arte Moderna de São Paulo
- Museu de Arte Moderna do Rio de Janeiro
- Museu de Arte Contemporânea da Universidade de São Paulo
- Pinacoteca do Estado de São Paulo